# .za
.za je vrhovna internetska domena (country code top-level domain - ccTLD) za Južnoafričku Republiku. Domenom upravlja ZADNA.

## Vanjske poveznice
- IANA .za whois informacija  Arhivirana inačica izvorne stranice od 11. lipnja 2006. (Wayback Machine)